# Louis-Siméon Morin
 (novembre 2009).
Si vous disposez d'ouvrages ou d'articles de référence ou si vous connaissez des sites web de qualité traitant du thème abordé ici, merci de compléter l'article en donnant les références utiles à sa vérifiabilité et en les liant à la section « Notes et références ».
Pour les articles homonymes, voir Louis Morin et Morin.
Louis-Siméon Morin (20 janvier 1831, Lavaltrie – 7 mai 1879, Lavaltrie) est un avocat et homme politique canadien.

## Formation
Louis-Siméon Morin est né à Lavaltrie le 20 janvier 1831 de Joseph Morin, un cultivateur et de Félicité Peltier, la nièce de Salomon Juneau, le fondateur de Milwaukee, aux États-Unis.
Il fit ses études classique au collège de l'Assomption entre 1841 et 1848. Il fit sa formation d'avocat dans le cabinet de Côme-Séraphin Cherrier et de Antoine-Aimé Dorion. Il fut admis au barreau du Bas-Canada en 1853. Il fonda une firme avec Gédéon Ouimet et Louis-Wilfrid Marchand. Il fut rapidement reconnu à la cour pour son éloquence et habileté. Il collabora comme journaliste dans La Patrie, journal qui parut entre 1854 à 1858.

## Vie politique
En 1854, il batailla à la tribune populaire, dans l'Assomption, en faveur de Louis Archambeault et contre son cousin, l'éloquent et puissant Joseph Papin. En 1856, il était élu lui-même par acclamation député de Terrebonne à l'Assemblée législative de la province du Canada. En 1859, à 28 ans, il devenait solliciteur-général dans le cabinet Cartier-MacDonald. Battu dans Terrebonne aux élections générales de 1861, il fut aussitôt élu dans Laval, où Petrus Labelle (l'oncle maternel d’Édouard Montpetit) démissionne en sa faveur.
Mais déjà, à cause de ses faiblesses et de ses oublis, son étoile pâlissait. Défait aux urnes en 1863, il ne se représenta plus. Il accepta, peu après, le poste de secrétaire de la commission de codification que présidait l'autre Morin (Augustin-Norbert), l'ancien premier ministre. Ce n'était en fait, ce secrétariat, qu'une sorte de sinécure, et Louis-Siméon y végéta à peu près. Quelques années plus tard, en 1873, on le nommait protonotaire à Joliette.
Au commencement de sa carrière, tout en « faisant de la politique », Morin avait aussi brillamment plaidé au palais, surtout en matière criminelle. Ayant fait son droit à l'étude réputée de Cherrier et Dorion, en société dans la suite avec Gérard Ouimet et Wilfrid Marchand, il n'avait pas tardé à devenir un excellent avocat. De même qu'on venait de dix lieues à la ronde aux assemblées publiques où il devait parler, ainsi on accourait de partout au prétoire quand il allait plaider. Mais tout cela sombra trop tôt.
Sans vouloir l'accabler, comme on l'a fait souvent, en ne tenant pas assez compte des circonstances, il faut admettre que, dans une situation de fonctionnaire, Morin se survivait bien un peu à lui-même. Il ne fut pas assez fort, ou assez prémuni, contre les occasions et les tentations du plaisir et de la vie joyeuse. Peut-être lui a-t-il manqué, par sa négligence à fonder un foyer, d'avoir auprès de lui une femme bonne et dévouée, qui lui eût assuré une existence plus calme et mieux ordonnée. En tout cas, Morin, resté célibataire, en dehors maintenant de la grande vie publique et en partie oublié, mourut à Lavaltrie, le 7 mai 1879, à 48 ans.
« Devenu ministre à 28 ans, entouré d'amis et d'admirateurs, il lui manqua, pour continuer à s'illustrer et à honorer son pays, a écrit L.-O. David, les habitudes d'amour du devoir, de travail et de tempérance qui auraient fait sa force. Morin montra qu'il avait plus de talent que de caractère. Ses meilleurs amis en furent consternés et le peuple en fut désappointé. »[réf. nécessaire] Ce jugement est un peu sommaire et vraiment trop sévère. Les faiblesses et les oublis de Morin n'ont probablement pas été les seules causes de sa retraite prématurée de la vie publique. La politique est toujours ingrate et les circonstances expliquent bien des choses.
On[Qui ?] l'a vu dans le cas de Louis-Hippolyte La Fontaine et dans celui de Cartier. On peut l'apercevoir aussi dans le cas de Morin. Morin était un bel homme et il avait de belles qualités. « M. l'avocat, comme on l'appelait toujours, disait récemment un ancien de Lavaltrie au neveu de Morin, l'abbé Donat Martineau (le fils de sa sœur), était bienveillant envers tout le monde et poli comme je n'en ai pas connu d'autres. Il se découvrait devant la plus pauvre des femmes et même devant un enfant. Et puis, quel bel homme il était et comme il avait fière allure ! »[réf. nécessaire].
Lors de la visite du Prince de Galles (le futur Édouard VII) à Montréal en 1860, Louis-Siméon Morin, alors ministre dans le gouvernement, « passa pour le plus beau de tous les princes" » ! Et l'abbé Louis Casaubon lui a rendu ce témoignage :    « Morin était un homme distingué, doux et bon, qui aurait été incapable de blesser la charité. Sa belle éducation et son goût délicat ne lui permirent jamais d'user de paroles libres ou grossières. Pour rien au monde il n'eut abusé de la crédulité populaire dans le but de nuire à un adversaire. Ferme dans ses principes religieux, il savait au besoin soutenir et défendre sa foi et les ministres de l'autel. On a eu raison d'écrire au bas de son portrait, conservé au collège, cette sentence latine : Orator facie pulcher, ingenio pulchrior, eloquentia vere pulcherrimus — Beau de figure, plus beau encore par l'esprit, il l'était par son éloquence au suprême degré. »[réf. nécessaire]